# Lukánské Dolomity
Lukánské Dolomity (italsky Dolomiti lucane) jsou pohoří na jihu Itálie, v regionu Basilicata. Leží jihovýchodně od hlavního města Basilicaty Potenzy a jsou součástí Jižních Apenin. Název Lukánské Dolomity souvisí s podobností pohoří s Dolomity v Alpách, zvláště pak s Malými Dolomity (Piccole Dolomiti). Jsou součástí regionálního parku Gallipoli Cognato Piccole Dolomiti Lucane.

## Geografie
Průměrná nadmořská výška pohoří je 1 000 až 1 100 m. Nejvyšší horou je Monte Caperrino ( 1 455 m). Vrcholky hor jsou vytvarovány krasovou erozí.

## Flora a fauna
V nižších polohách rostou především dubové lesy, ve vyšších polohách jsou alpinské hole. Z rostlin je obvyklá například měsíčnice roční. Z fauny zde žijí hlavně prasata divoká a řada druhů ptáků - luňák červený, sokol stěhovavý, vlaštovka obecná, poštolka obecná.